# Соціалістична партія Сербії
Соціалістична партія Сербії (серб. Социjалистичка партиjа Србиjе) — одна з найстаріших партій посткомуністичної Югославії. Створена 16 липня 1990 року в результаті злиття Союзу комуністів Сербії з кількома соціалістичними рухами. Першим лідером партії став Слободан Мілошевич.
У 1990-ті роки партія була правлячою в Сербії та Чорногорії. На виборах 1990 року партія отримала більше половини голосів виборців, на наступних виборах в 1992, 1993 і 1997 роках також отримувала більшість голосів.
Після Бульдозерної революції соціалісти перейшли в опозицію. У 2001 році партія була обезголовлена через екстрадицію Слободана Мілошевича до Гааги. У 2003-2007 роках рейтинг партії постійно коливався на рівні 5-6%.
На виборах 2008 року партія отримала 7,6% голосів, що дозволило розраховувати на створення антипрезидентського уряду радикалів, демократів Воїслава Коштуніци і соціалістів. Проте всупереч всім очікуванням, націоналістична Соціалістична партія сформувала коаліцію з протилежною їй за ідеологією і традиційно проєвропейською Демократичною партією Тадича та її союзниками. Це породило безліч спекуляцій і чуток про те, що демократи могли заплатити соціалістам кілька мільйонів динарів за створення коаліції для збереження влади, оскільки після виборів можливість формування антизахідної коаліції в уряді була як ніколи в незалежній Сербії близька, що означало б кардинальну зміну зовнішньої політики Сербії, в тому числі по відношенню до Заходу і ЄС.
До 2006 року підтримувала тісні зв'язки з «югославськими лівими» — об'єднанням 23 комуністичних і посткомуністичних груп колишньої Югославії, очолюваних дружиною Мілошевича. Нині домагається вступу в Соціалістичний інтернаціонал, однак цьому протистоїть Соціал-демократична партія Боснії і Герцеговини і ряд інших членів Соцінтерну.
З 2012 входить до складу коаліційного уряду Прогресивної партії Сербії, Соціалістичної партії Сербії, руху Г17, Партії пенсіонерів, Нової Сербії.